# Laurindo Guizzardi
Laurindo Guizzardi CS (ur. 7 lipca 1934 w Nova Bassano, zm. 22 lutego 2021 w Foz do Iguaçu) – brazylijski duchowny katolicki, biskup diecezji Foz do Iguaçu w latach 2001–2010.

## Życiorys
Święcenia kapłańskie przyjął 22 września 1962 w Zgromadzeniu Misjonarzy św. Karola Boromeusza. Był m.in. profesorem filozofii w seminarium w São Paulo, prorektorem i rektorem niższego seminarium w Guaporé, radnym prowincjalnym zgromadzenia i przełożonym prowincjalnym prowincji Sul, a także radcą generalnym skalabrynian.

### Episkopat
4 lutego 1982 został mianowany przez papieża Jana Pawła II biskupem koadiutorem diecezji Bagé. 8 dni później zmarł jego poprzednik, bp Angelo Félix Mugnol, w związku z czym stał się biskupem elektem tejże diecezji. Sakry biskupiej udzielił mu 18 kwietnia tegoż roku abp João Cláudio Colling.
28 listopada 2001 został mianowany biskupem diecezji Foz do Iguaçu.
20 października 2010 przeszedł na emeryturę.